# Mine d'Asbest
 (mars 2025).
La mine d'Asbest est une mine à ciel ouvert d'amiante située en Russie près de la ville d'Asbest. C'est l'une des plus grandes mines d'amiante au monde. Elle mesure 12 kilomètres de long, 3 kilomètres de largeur et 350 mètres de profondeur.